# Phorocera botyvora
Phorocera botyvora là một loài ruồi trong họ Tachinidae.